# 심리스함시

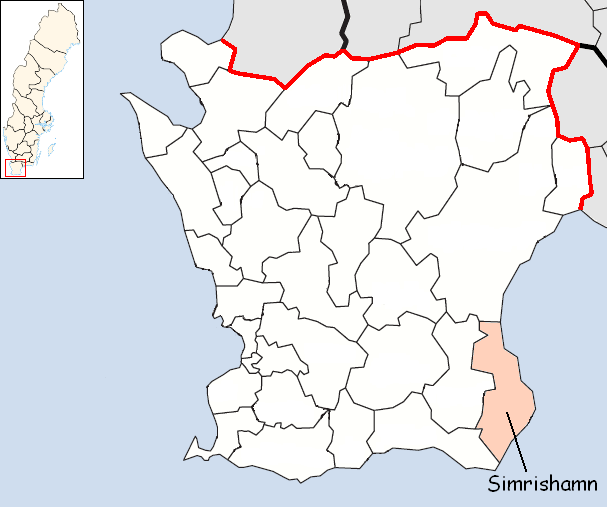
심리스함 시의 위치

심리스함시(스웨덴어: Simrishamns kommun)는 스웨덴 스코네주에 위치한 지방 자치체로 행정 중심지는 심리스함이며 면적은 1,261.15km2, 인구는 19,485명(2016년 12월 31일 기준), 인구 밀도는 15명/km2이다.

시 문장